# Micah Lawrence
Micah Lawrence (ur. 20 lipca 1990 w Las Cruces) – amerykańska pływaczka, specjalizująca się w stylu klasycznym.
Wystartowała na igrzyskach olimpijskich w Londynie (2012) na 200 metrów stylem klasycznym, gdzie była szósta z czasem 2:23,27.
Rok później zdobyła brązowy medal mistrzostw świata w Barcelonie na 200 metrów stylem klasycznym.